# Battaglia di Naco
La battaglia di Naco fu combattuta durante la rivoluzione messicana tra le forze ribelli costituzionaliste dell'Esercito costituzionale messicano del generale Álvaro Obregón e le forze federali del generale Pedro Ojeda. La battaglia si concluse con una pesante sconfitta per i federali e la conquista di Naco nello stato del Sonora.

## Retroscena
Durante la rivoluzione messicana Naco era un punto strategico fortemente contestato. Il 12 marzo il generale Ojeda aveva evacuato da Agua Prieta a causa di un massiccio attacco nemico e stava ora marciando con le sue forze di circa 500 uomini, tra cui 300 nativi americani Yaqui in lotta con il governo messicano, su Naco.
Lo stesso lo stava facendo il generale ribelle Costituzionalista Obregón, di cui sono ignote le dimensioni dell'esercito al momento della battaglia.
Ojeda abbandonò Agua Prieta anche per andare incontro alle truppe ribelli che si stavano dirigendo contro di loro e sconfisse le loro colonne tra il 15 e il 20 marzo. Tuttavia Il 17 marzo oltre 100 nativi Yaqui disertarono e si arresero all'esercito degli Stati Uniti e nel giro di poco tempo altri 100 parteciparono all'ammutinamento. Questo creò una falla nelle truppe federali, già male armate e impreparate.

## Battaglia
Obregón iniziò l'attacco a Naco da sud-ovest alle 8:30 dell'8 aprile. Solo 300 federali rimasero a difendere la città. Nei primi giorni ci fu un combattimento abbastanza indeciso nella periferia della città. Quando però i ribelli a furia di attacchi riuscirono a penetrare a fondo vicino alla postazione di Ojeda, la resistenza federale si fece più consistente e riuscirono a respingerli. Il 10 aprile Ojeda ordinò una massiccia controffensiva che arrecò una momentanea sconfitta alle truppe ribelli ma essa in realtà non fece altro che aumentare la frequenza degli attacchi di Obregón. Il 13 aprile infine il generale lanciò l'attacco finale che ditrusse lo schieramento nemico e costrinse Ojeda e le sue truppe a fuggire dalla città e a riparare in Arizona dove si arresero all'esercito americano che li prese in custodia. I ribelli intanto entrarono in città e la conquistarono definitivamente.

## La seconda battaglia
Naco sarebbe divenuta di nuovo un campo di battaglia durante la rivoluzione messicana. Infatti tra la fine del 1914 e l'inizio del 1915 qui si combatté l'omonimo assedio durato ben 119 giorni. Si tratta della battaglia più lunga di tutta la rivoluzione e stavolta sarebbe stata combattuta tra le altre forze ribelli Villiste del generale José María Maytorena e le forze di Plutarco Elías Calles, esponente costituzionalista.